# 田辺松太郎
田辺 松太郎（たなべ まつたろう、1884年（明治17年）9月9日 - 1977年（昭和52年）8月26日）は、大日本帝国陸軍軍人。最終階級は陸軍中将。位階勲等は正四位勲三等。

## 経歴
広島県出身。大阪陸軍地方幼年学校第2期、陸軍士官学校第16期卒業。日露戦争に出征し、その後は1922年（大正11年）まで8年間にわたり広島陸軍幼年学校で勤務した。同年2月、陸軍歩兵少佐に進級し、1923年（大正12年）9月時点で歩兵第22連隊大隊長の任にあった。1925年（大正14年）8月、陸軍歩兵中佐に進級し、9月時点で歩兵第22連隊附に移り、1926年（大正15年）4月に第16師団司令部附となり、立命館大学に配属された。1928年（昭和3年）3月、新発田連隊区司令部部員に転じ、1929年（昭和4年）11月、歩兵第16連隊附に移った。
1931年（昭和6年）8月、陸軍歩兵大佐進級と同時に山形連隊区司令官に着任した。1933年（昭和8年）3月、歩兵第48連隊長（第12師団・歩兵第24旅団）に転じ、1935年（昭和10年）12月に第5師団司令部附となった。1936年（昭和11年）3月、陸軍少将に進級し、12月に歩兵第38旅団長（第19師団）に就任し、1938年（昭和13年）7月に第4独立守備隊司令官（関東軍・第3軍）に転補され、牡丹江に位置した。1939年（昭和14年）3月、陸軍中将に進級し、8月1日には東部軍司令部附となり、8月30日に待命、8月31日に予備役に編入された。
予備役編入後の1940年（昭和15年）に満洲土木建築業協会長に就任した。

## 親族
- 妻：ツギ子 - 水野甚次郎二女[2]
- 男：勝 - 1941年（昭和16年）時点で陸軍中尉[2]
- 男：誠 - 1941年（昭和16年）時点で陸軍少尉[2]

## 栄典
勲章等
- 1940年（昭和15年）8月15日 - 紀元二千六百年祝典記念章[18]